# Skok (film 1980)
Skok (ros. Прыжок) – radziecki krótkometrażowy film lalkowy z 1980 roku w reżyserii Galiny Turgieniewy. Scenariusz napisał Aleksandr Rozin. Oparty na motywach utworu Lwa Tołstoja.